# Feketeváros
 Mikszáth regényéről a szócikket lásd A fekete város oldalon.

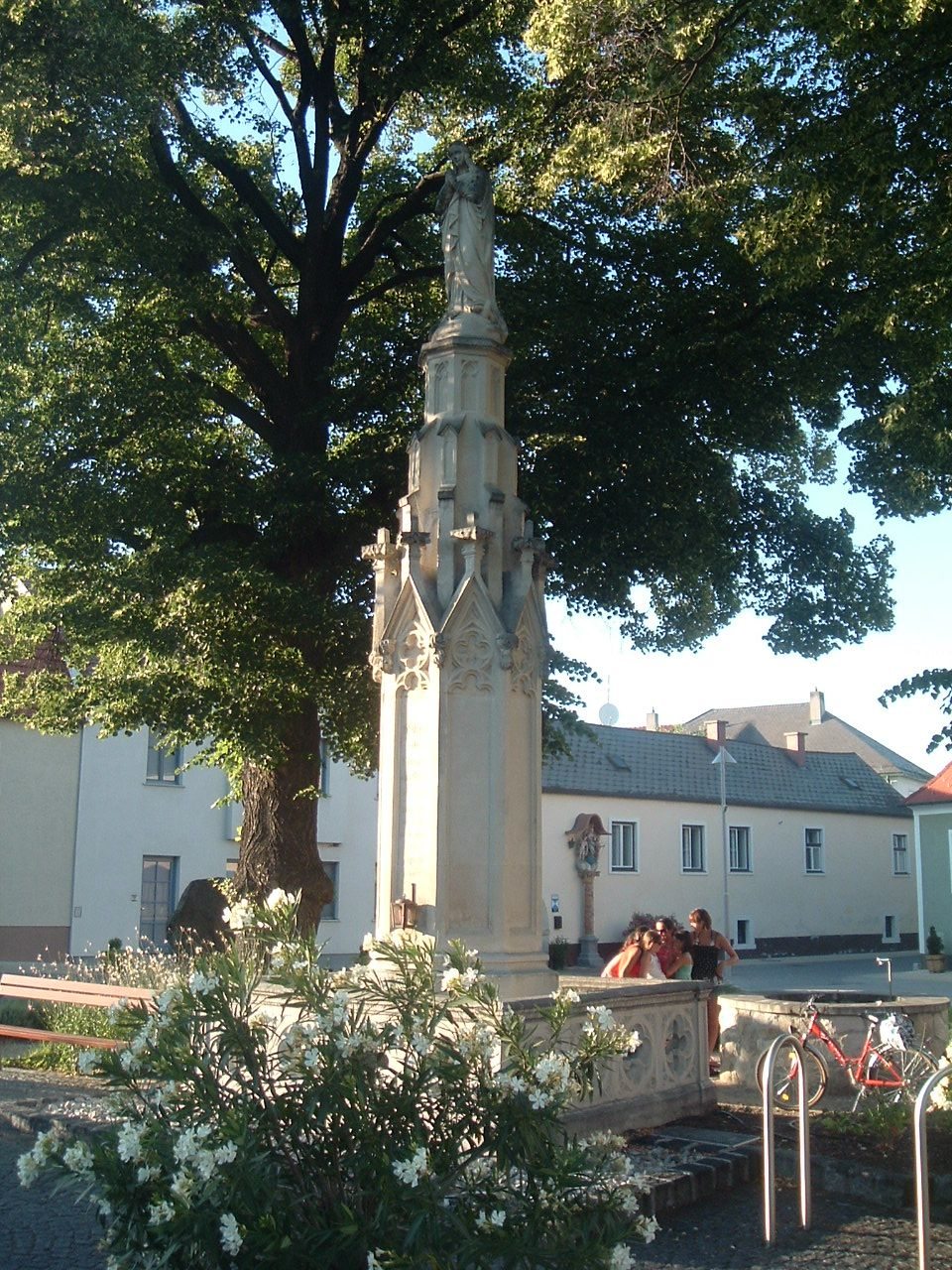
A Szűz Mária-oszlop

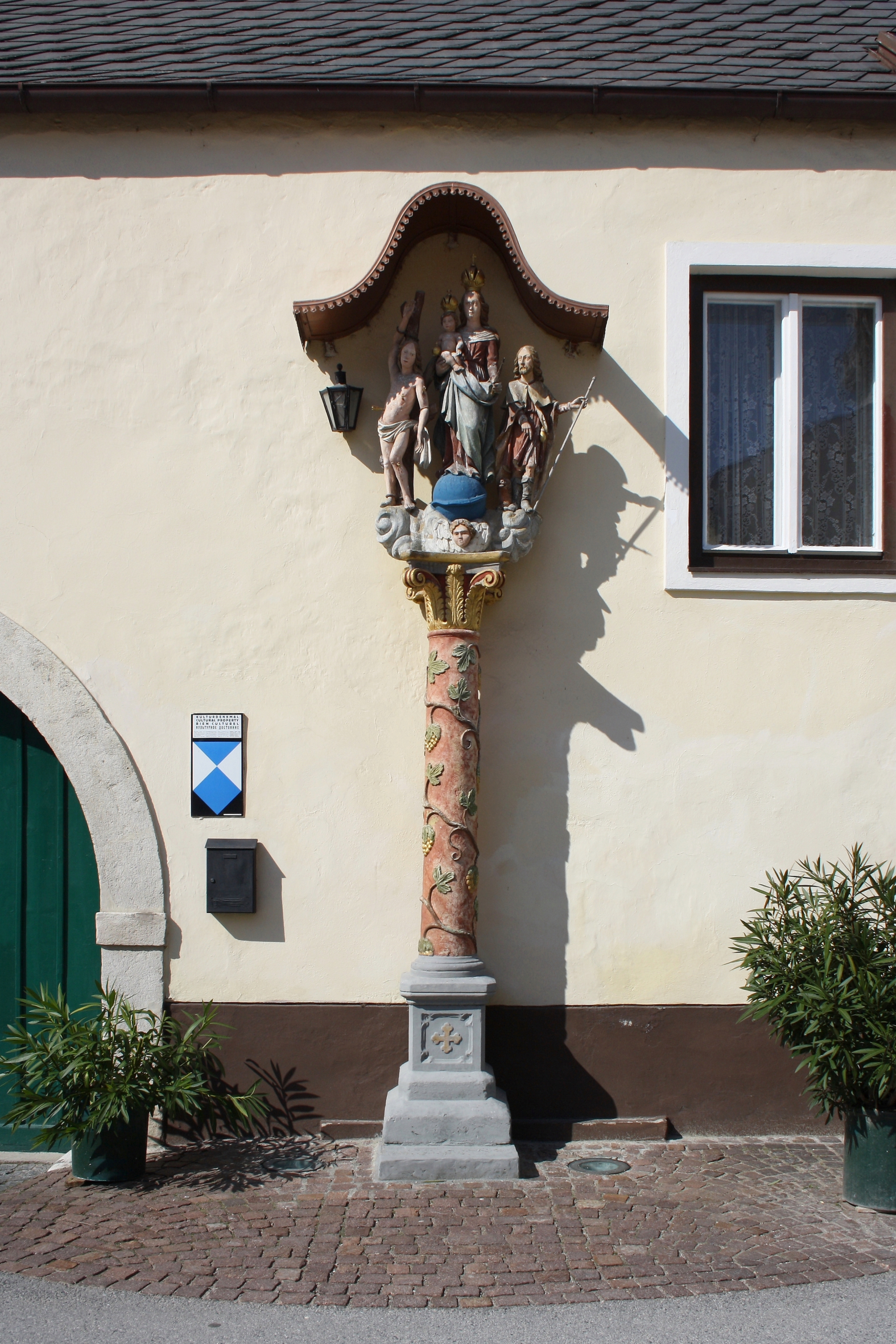
Madonna-oszlop

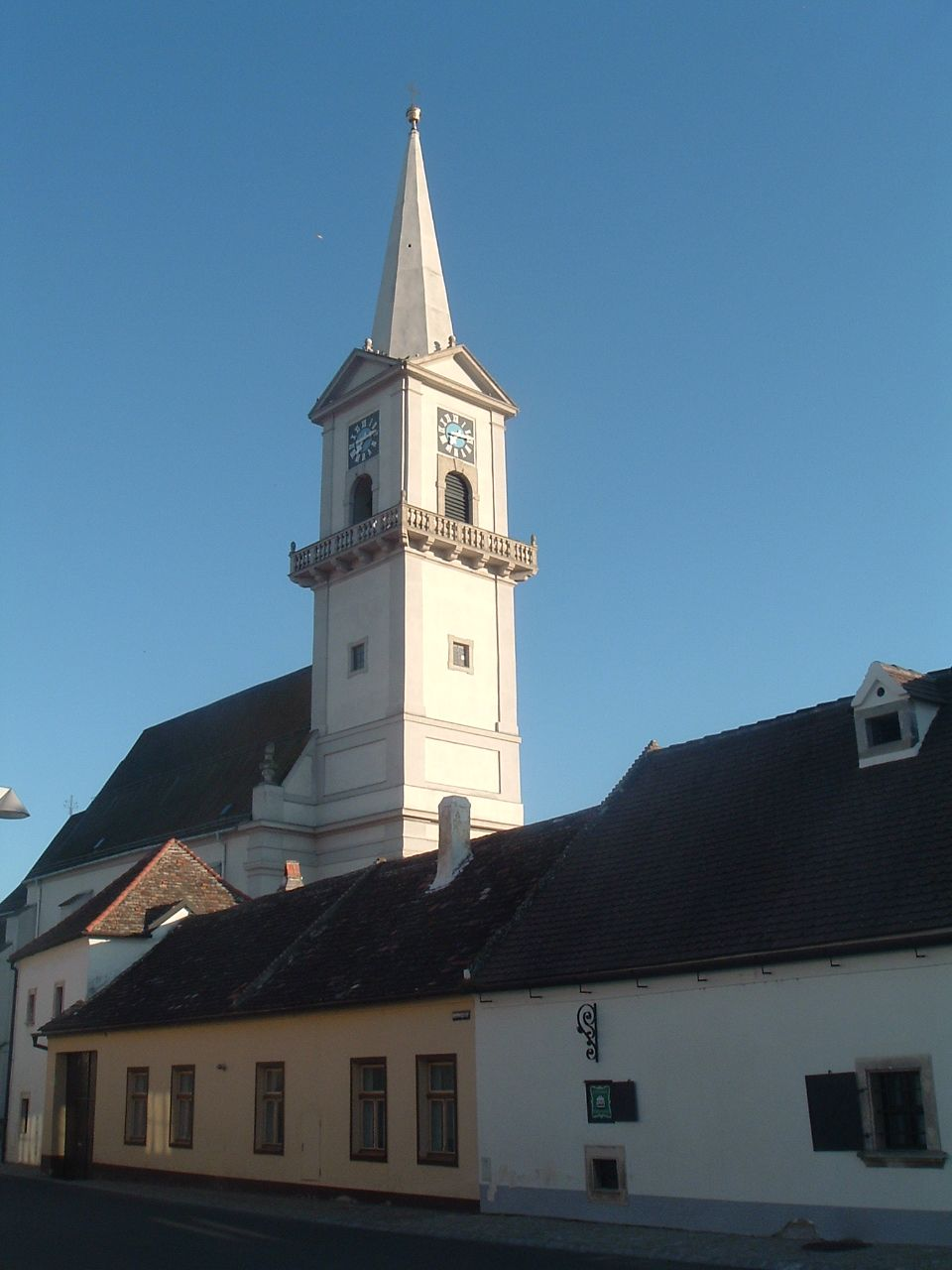
A Szent Miklós templom

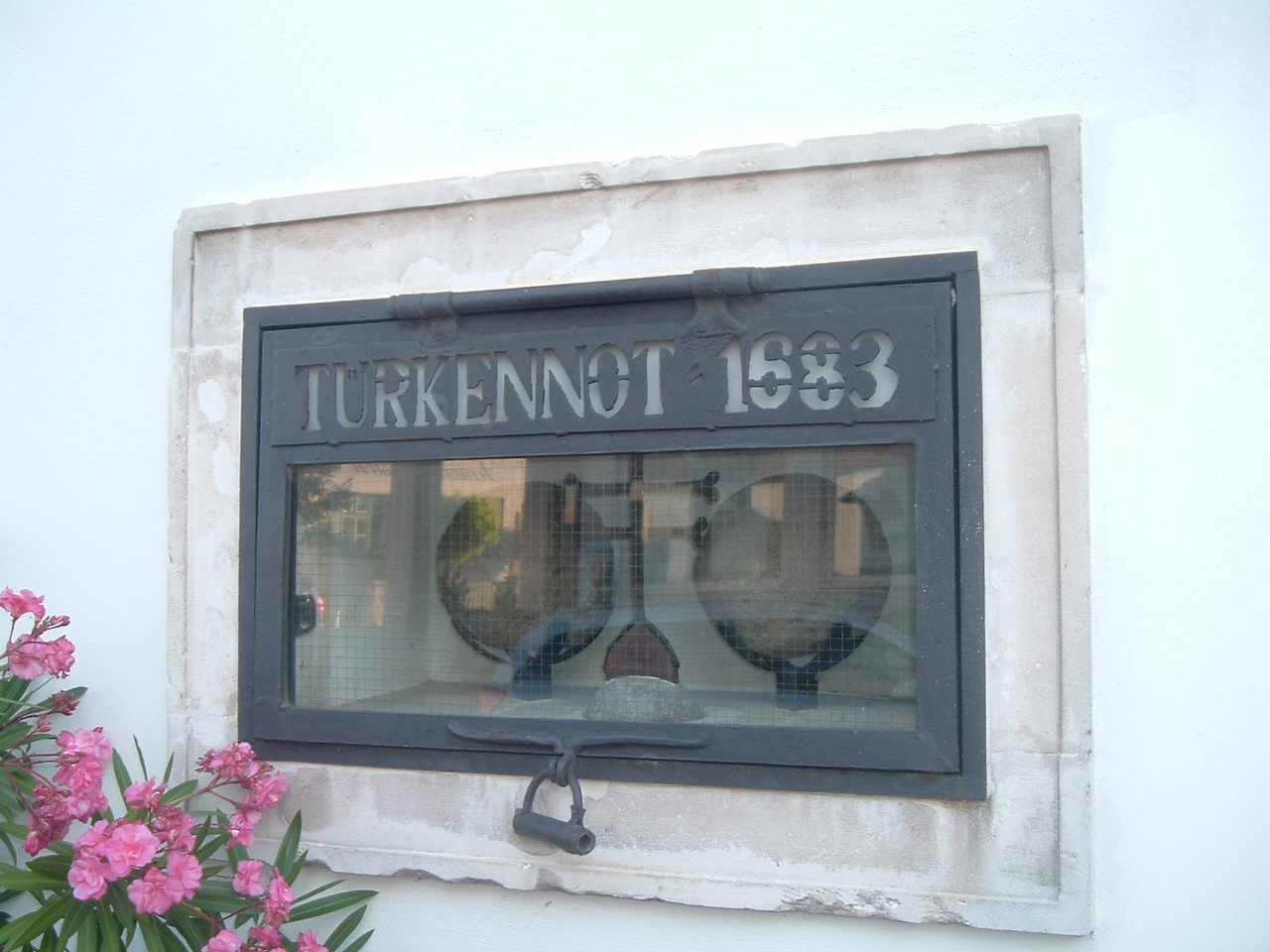
1683-as török ágyúgolyók egy ház falában

Feketeváros (németül Purbach am Neusiedler See, horvátul Porpuh) város Ausztriában Burgenland tartományban a Kismartoni járásban.

## Fekvése
Kismartontól 18 km-re északkeletre a Fertő partján fekszik.

## Nevének eredete
Magyar neve a határában található várrom egykori magyar nevéből (Feketevár) keletkezhetett. Német neve a német purbach (= tiszta vízű patak), vagy a német burgbach (= várpatak) szóból ered és a várrom mellől a falun keresztül a Fertőbe folyó ma Angergraben-nek (réti árok) nevezett patakról származik.

## Története
Feketeváros határa egykori vaslelőhely. A Burgstall nevű helyen késő bronzkori földvár maradványai látszanak és számos római lelet is előkerült, hiszen itt vezetett át a római borostyánkő út is. A Burgstallon állt erődítmény később is nagy szerepet játszott a település védelmében, így a török időkben és a kuruc háborúk során is. Ma a Burgstall teljes műemléki védelem alatt áll. A 3. század végére a helyi lakosság eltanulta a rómaiaktól a szőlőművelést és megindult a település első virágzása. A szőlőtermesztés a rómaiak után is fontos maradt a település életében, amely ennek köszönhette későbbi kiváltságait is.
Feketeváros várát 1270-ben "castrum Purpach" néven V. István király  adománylevelében említik először, melyben a települést hívének, a Miskolc nemzetségbeli Ponyt bánnak adta. 1271-ben az osztrákok sikertelenül ostromolták, majd 1273-ban Przemyśl Ottokár pusztította el. Ez a vár valószínűleg a Burgstallon állt várral volt azonos. A 14. század közepén a közeli Sásonyba cisztercita szerzetesek érkeztek, akik itt is felvirágoztatták a szőlőművelést. Ez a város gazdasági fellendülését eredményezte.
Feketeváros Szent Miklós templomát 1418-ban említik először, 1419-ben vámszedőhely létesült itt. Ebben az időben lett a város a Kanizsai család birtoka. 1440 és 1453 között a magyaróvári uradalomhoz, 1515-től a kismartoni uradalomhoz tartozott. 1940-ben a 15. század közepéről származó, 19,5 kg súlyú, 18113 db pénzérmét tartalmazó éremleletet találtak itt. A lelet a Burgenlandi Tartományi Múzeumba került. 1506-ban magyar seregek gyújtották el a várost. A török 1529-ben, 1532-ben és 1647-ben is elpusztította. Erre az időre emlékeztet a Schulgasse 9.  számú ház falán látható híres törökfej. 1527-ben vásártartási jogot kapott, városfalai és védművei három híres kapujával 1630 és 1634 között épültek ki, nagyrészt ma is állnak. Az 1647-es török támadáshoz kötődik Greiss András 12 éves helybeli fiú története akit elhurcolt a török, de sikerült megszöknie. 1648-ban amikor Kismarton szabad királyi város lett ide tették át céhei a székhelyüket, melyek 1700-ig itt is maradtak.
Az 1687-es urbárium a települést magyarul, "Oppidum Feketeváros" néven említi. 1704. március 20-án itt ütöttek rajta Heister tábornok csapatai Károlyi Sándor generális kuruc táborán és szétszórták azt. 1713-ban pestisjárvány pusztított, de átvészelte a város az 1705-ös kuruc támadást és az 1767-es, 1834-es és 1842-es tűzvészeket is. 1888-ban alapították meg a helyi  önkéntes tűzoltóegyletet. 1809-ben fél évig állomásoztak francia csapatok a településen. 1873 és 1900 között épültek fel e Kellergasse híres borospincéi, melyek közül sok ma is működik.
Vályi András szerint "FEKETE VÁROS. Purbach. Német mező Város Sopron Vármegyében, földes Ura Hertzeg Eszterházy Uraság, lakosai katolikusok, fekszik Széleskút, és Sirtz között az Ország úttyában, Szentegyháza a’ Város közepén jeles épűletű, több épűlettyeit a’ külömbféle hadi viszszontagságok tsekélyesítették, régi vékony fallal békeríttetett. Határja gazdag, és ámbár nem meszsze fekszik a’ nagy Tóhoz, mindazáltal az áradás termő földgyeinek ártalmat nem okoz, réttyei jók, legelője elég, bora középszerű, első Osztálybéli."
Fényes Elek szerint "Feketeváros, Purbach, német m.v. Sopron vmegyében, a pozsonyi országutban a Fertő mellett, 1400 kath. lak., s paroch. szentegyházzal. Hajdan vár volt itt, s ennek falai nagyobb részt állanak, s a város a bástyák közé van épitve, a bejárás is a régi kapun. Határán van 576 hold urb. szántóföld, 95 4/8 h. rét, 150 h. legelő, melly kopár és köves, 4328 kapa vagyis 241 h. szőlőhegy, 250 h. uradalmi erdő. Az urasági szántóföld mennyiségét nem tudjuk, de nem sok lehet. Termesztetik buza, rozs, árpa, zab, burgonya; de fő gazdaság a bor. Birja h. Eszterházy."
1910-ben 1923, többségben német lakosa volt, jelentős magyar kisebbséggel. A trianoni békeszerződésig Sopron vármegye Kismartoni járásához tartozott. 1921-ben Feketeváros a trianoni és a saint germaini békeszerződések értelmében Ausztria része lett. 1997. június 22-én városi rangot kapott.

## Nevezetességei
- A város leglátványosabb műemléke a 17. századi városfal, amely szinte teljesen körülveszi a régi belvárost. Három kapuja van: északon a Török-, keleten a Brucki- és nyugaton a Ruszti-kapu. A Török-kapu volt a legerősebb, az ötvenes években azonban a szomszédos hotel építése közben egy része elpusztult. A Brucki-kaputól keletre még a bástyák is épségben vannak. A Török-kaputól délre lévő háromszögletű bástyát beépítették.
- Szent Miklósnak szentelt római katolikus temploma 1677-ben épült, a toronykapu feletti Szent Miklós szobor 1730-ban készült.  A Szent Család mellékoltár-képét 1789-ben Dorfmeister István festette.
- A Török ház a 17. században épült, hátsó épületszárnyának kéményéből turbános török fej emelkedik ki.
- A történelmi pincenegyed.
- A Pestisoszlop 1713-ban készült.
- Az 1647-es török rajtaütés idején történt, hogy Greiss András feketevárosi fiút elhurcolta a török, de az éjszaka leple alatt, amikor egy erdőben megpihent a csapat, sikerült megszöknie. Elcsigázva érkezett meg faluja határába és ott elvesztette az eszméletét. A falubeliek akadtak rá és hazavitték. Húsz évvel később, szabadulása emlékére szép oszlopot állítottak az út mellett, azon a helyen, ahol megtalálták. (Széleskút és Feketeváros között.) Az oszlopon az 1666-os évszám olvasható. Greiss András meg is örökítette egy festményen azt a jelenetet, amikor egy török lovas rabszíjon vezeti.

## Híres emberek
Itt született 1677. április 27-én Orient József festőművész, az első magyar tájképfestő.